# Aeroportul Internațional Palanga
Aeroportul Internațional Palanga (în lituaniană Palangos oro uostas) (IATA: PLQ, ICAO: EYPA) este un aeroport din Lituania ce deservește zona Palanga. Aeroportul a fost tranzitat în 2022 de 274.879 de pasageri. A fost deschis în 1937 și numit după zona deservită.
Situat la o altitudine de 10 m, aeroportul dispune de o singură pistă.